# デューク (KOF)
デューク (Duke) は、SNKの対戦型格闘ゲーム『KOF MAXIMUM IMPACT』シリーズに登場する架空の人物。担当声優は梁田清之。

## 概要
第1作『MAXIMUM IMPACT』（以下『MI』と表記）ではボスキャラクターおよび隠しキャラクター。『MAXIMUM IMPACT 2』（以下『MI2』と表記）からデフォルトキャラクターである。
アルバ・メイラとソワレ・メイラの宿敵。首に残された大きな傷跡から、「地獄の処刑人」「死なない男」という二つの異名を持つ。巨大組織「アデス」の最高幹部会「コカベルの子供たち」の一人に数えられている。
かつては「クシエル」の幹部を務めていたが離脱。「メフィストフェレス」を立ち上げるも、自ら主催したKOFで返り討ちに遭い「メフィストフェレス」は崩壊、姿を消した。しかし、後に「アデス」の手先として出向く事になる。ちなみに、ナガセとは同僚。
「デューク」とはコードネームで、正式な名称は「D型強化人間」。ジヴァートマから「タイプD」と呼ばれるが、本人はその呼び名を極端に嫌っている。
「アデス」が生み出した強化人間の一人だが、元々は普通の人間である。20年前は病気の妹がいたらしく、本来は強化手術と引き換えに妹の命を助けてもらう筈であったが、改造された後に「妹は病死した」と告げられた。以後、デュークはその事に疑問を感じ続けていた。リアン・ネヴィルを助けたのは妹を彼女に重ねた為。曰く、妹はリアンよりお淑やかだったらしい。
『MI2』のエンディングで、妹の死の真実を知るために「アデス」を裏切った。ジヴァートマとデューク本人の発言によると、デュークに強化手術を施したのはジャランジという科学者であり、彼がデュークの妹の死の真実も知っているようである。

## 各種技の解説

### 通常投げ
クラップアップ

トレッドミル

### 必殺技
パワーアックス
踏み込んでラリアットを繰り出す。『MI2』では強で当てると相手が浮き上がる。
トールハンマー
力強いアッパーで相手を打ち上げる。強のみ2回繰り出せる。
スヴィル･ガン
飛び上がりつつ、蹴り上げ→ソバットの順に蹴りを見舞う。
アースインパクト
地面を強く踏んで衝撃波を発生させる。
クラッシュラリアート
「アースインパクト」からの追加技。相手の目の前まで突進して、ラリアットを叩き込む。『MI』では「アースインパクト」が当たると自動的にこの技まで派生する。技名は『MI2』で初めて付けられた。
ダイヴボマー
飛び上がって、空中から両足で踏みつける。
クラッシング
「ダイヴボマー」のから追加技。ドロップキックを繰り出す。

### 超必殺技
スレッジハンマー
射程の長い火柱を発生させる。
マインフィールド
ガード中に繰り出せる技。全身を炎で包み、相手を吹き飛ばす。
グラヴィティショナル・ウェイヴ
『MI2』から使用。手から巨大な黒い波動を発生させる。ヒット時は相手のレバー操作が混乱する。
グランド・ゼロ
拳を地面に叩きつけ、周囲を爆炎で包む。攻撃範囲が広いうえに、ガード時はガードゲージの残量に関係なく、一撃でガードクラッシュしてしまう。しかも出始めに防御判定を持つという非常に強力な技。
ヴォルカニック・ボム
『MI2』から使用。ジャイアントスイングで放り投げた後、ジャンピングボムで叩きつける。

## 関連人物
- アルバ・メイラ - 宿敵
- ソワレ・メイラ - 宿敵
- リアン・ネヴィル - 従者？
- ナガセ - 同僚
- ジヴァートマ - 上司
- ハイエナ - 元・腰巾着